# Kadırga Yayla

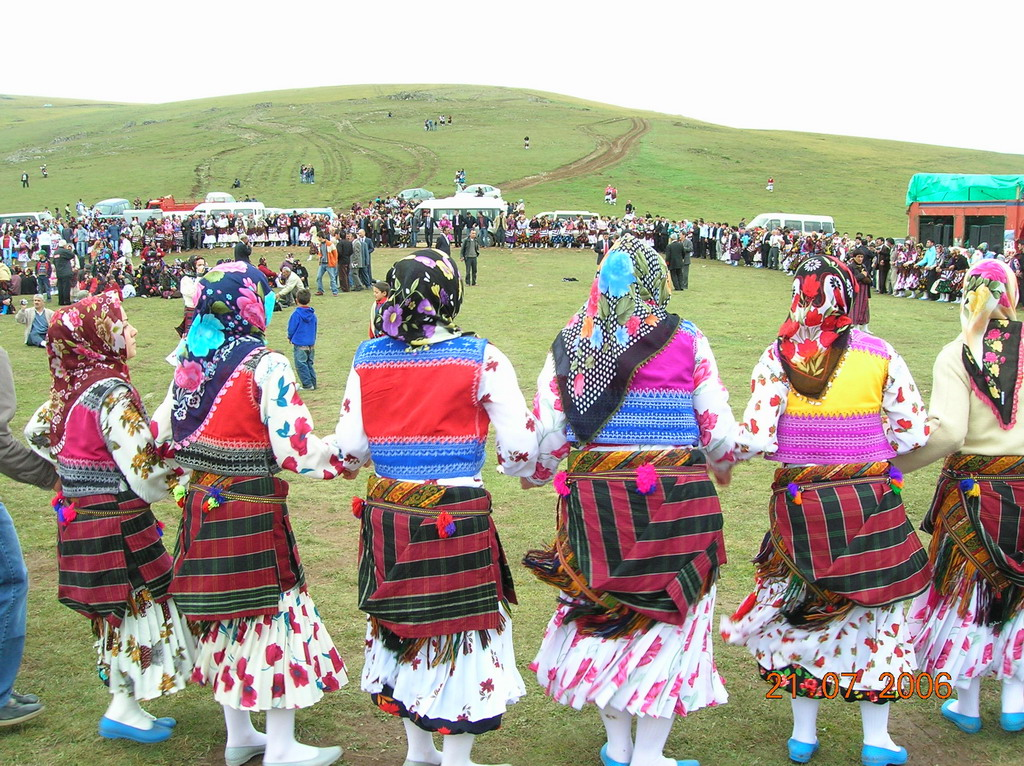
Lokale jeugd in traditionele kledij voor het festival

De Kadırga Yayla (Grieks:Eskaladir) is een reeks plateaus op de grens tussen de districten Şalpazarı en Tonya, in de provincie Gümüşhane in het Noordoosten van Turkije, reikend tot in de provincie Trabzon. Een van de weides, in het Pontisch Gebergte gelegen, ten westen van de Zigana-pas, ongeveer 25 kilometer ten zuiden van het stadje Tonya, is de locatie voor het beroemdste jaarlijkse festival in Turkije. Op het festival worden de lokale keuken, kledij, dansen en muziek gevierd.

## Het festival
Elk jaar wordt in de derde week van juli het Kadırga festival gehouden. Vele duizenden mensen uit naburige districten zoals Beşikdüzü, Tonya, Maçka, Torul en Eynesil kleden zich in traditionele kledij en dansen op lokale instrumenten als de Kemençe (een viool) en de Tulum (een doedelzak). Ook komen er vele honderden tot enkele duizenden gasten uit de Turkse migrantengemeenschap in Europa, en tientallen tot enkele honderden Pontisch-Griekse toeristen. Waarschijnlijk heeft het feest een rituele oorsprong als bindmiddel tussen de verschillende volkeren in de regio. Sommige dansen beelden historische vijandschappen uit, en andere juist verbroedering. 's Ochtends worden spelletjes en sporttoernooien georganiseerd, in de middag zijn live muziek optredens van lokale artiesten en enkele internationale gasten.